# 李瑜 (正德舉人)
李瑜（15世紀—16世紀），陝西漢中府金州洵陽縣民籍，江西吉安府吉水縣人，明朝政治人物。

## 生平
李瑜原籍吉水，跟隨父親李善明寓居洵陽並占籍，是正德五年（1510年）庚午科陝西鄉試舉人，嘉靖三年（1524年）授禮部司務，調吏部司務，九年（1530年）陞禮部主客司員外郎，十一年（1532年）陞郎中。
嘉靖十四年（1535年）巡按御史鄒堯臣提請分割川南道部分為上川南道，朝廷以時任四川布政使司右參議李瑜兼分守上川南，十七年（1538年）陞湖廣按察司副使，十九年（1540年）陞遼東苑馬寺卿，二十一年（1542年）改山西行太僕寺卿，二十三年（1544年）陞廣西布政使司右參政，歷任都有名聲。

## 家族
父李善明，弘治五年舉人，吉州學正。子李聯芳，嘉靖八年進士。孫李希參，嘉靖十九年舉人。其舊有祠堂後來成為義學，富平人周文煥立傳記錄。

## 引用
1. 1 2  乾隆《洵陽縣志·卷十·人物》：李瑜，原籍江西吉水，隨其父善明流寓洵陽，遂占籍焉。善明宏治壬子舉人，歷官山西吉州學正。瑜由正德庚午舉人，初任吏部司務，遷秩至廣西布政司參政，所勤皆有治聲，貽謀裕後，子聯芳、孫希參洊登科第，故有祠堂即今義學之址，明富平主事周文煥為之記。 舊志、碑
2. ↑  《禮部志稿·卷四十三·歷官表》：主客司郎中……李瑜 字籍見員外下繇本司嘉靖十一年任……員外郎……李瑜 江西吉水人，舉人，嘉靖九年任陞本司郎中
3. ↑  《禮部志稿·卷四十四·歷官表》：司務……李瑜 江西吉水縣人，嘉靖三年任，調吏部，升禮部主客司員外郎、郎中，四川參議，湖廣副使，山西行太僕寺卿
4. ↑  《明世宗肅皇帝實錄·卷一百八十》：（嘉靖十四年十月辛亥）割四川川南道所隸邛、雅、眉三州八縣，建昌等六衛十所，天全、黎州七土官衙門為上川南道，以建昌兵備副使胡仲謨兼分巡，右參議李瑜兼分守，從巡按御史鄒堯臣請也。
5. ↑  《明世宗肅皇帝實錄·卷二百八》：（嘉靖十七年正月辛丑）陞……四川右參議李瑜……俱為按察司副使……煥、瑜、滙、堅俱湖廣……
6. ↑  《明世宗肅皇帝實錄·卷二百三十六》：（嘉靖十九年四月乙亥）陞大理寺右寺丞梁尚德為本寺右少卿，湖廣按察司副使李瑜為遼東苑馬寺卿。
7. ↑  《明世宗肅皇帝實錄·卷二百八十九》：（嘉靖二十三年八月）庚午陞山西行太僕寺卿李瑜為廣西布政使司右參政。